# 두 개의 달
"두 개의 달"은 2012년에 개봉한 대한민국의 영화이다.

## 캐스팅
- 박한별 : 소희 역
- 김지석 : 석호 역
- 박진주 : 인정 역
- 라미란 : 연순 역
- 정원 : 진희 역
- 이종윤 : 연순남편 역
- 하유미 : 엄마원귀 역
- 배용근 : 아빠원귀 역
- 정재형 : 아들원귀 역
- 박소은 : 연순딸 역
- 정혜원 : 등산객 역
- 박원상 : 정 피디 역 (우정출연)